# 코라이 아이든

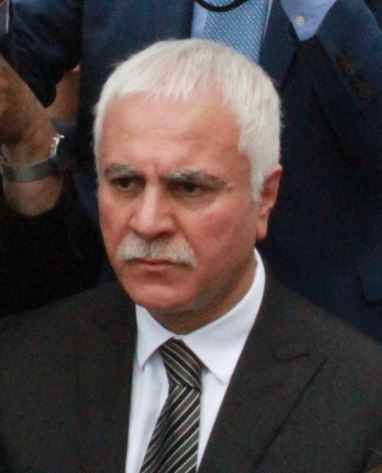
코라이 아이든

코라이 아이든(튀르키예어: Koray Aydın, 1955년 12월 5일 ~ )은 튀르키예의 정치인으로 2015년 당시 국회부의장을 지냈다. 그는 일전에 뷜렌트 에제비트 내각(제57차 내각)의 공공사업주택부 장관을 역임한 바 있다. 민족주의자 운동당원인 그는 민족주의자 운동당 총서기를 지냈으며, 1991년부터 1995년까지 트라브존 선거구, 1999년부터 2002년까지 앙카라의 국회의원을 지냈다가 2011년 트라브존으로 복귀해 4년을 더 재직했다. 하지만 2015년 11월 총선에서 낙선했다.
2015년 6월 총선에서 재선한 이후 민족주의자 운동당 국회부의장 후보로 선출되었으며, 2015년 7월 9일 나지 보스탄즈(정의개발당 몫), 샤파크 파베이(공화인민당 몫), 유르두세브 외즈쇠크멘레르(인민민주당 몫)와 함께 국회부의장으로 선출되었다. 이 같은 민족주의자 운동당의 결정은 숱한 논란을 불러 일으켰는데, 대다수의 전문가들은 일전에 두 차례나 국회부의장직을 역임한 메랄 악셰네르를 더 유력하고 보고 있었다.